# Podhosta
Podhosta je naselje u slovenskoj Općini Dolenjskim Topllicama. Podhosta se nalazi u pokrajini Dolenjskoj i statističkoj regiji Jugoistočnoj Sloveniji. 

## Stanovništvo
Prema popisu stanovništva iz 2002. godine naselje je imalo 167 stanovnika.